# The Tomboy
The Tomboy er en amerikansk stumfilm fra 1924 instrueret af David Kirkland.

## Medvirkende
- Herbert Rawlinson som Aldon Farwell
- Dorothy Devore som Tommy Smith
- James O. Barrows som Henry Smith
- Lee Moran som Hiram
- Helen Lynch som Sweetie Higgins
- Lottie Williams som Mrs. Higgins
- Harry Gribbon som Rugby Blood
- Virginia True Boardman som Mrs. Smith